# Tiroteo en la iglesia de Santa María de Estambul
El tiroteo de la iglesia de Santa María de Estambul de 2024 fue un ataque del Estado Islámico a la Iglesia de Santa María, una iglesia católica romana ubicada en el distrito de Sarıyer, en Estambul (Turquía), el 28 de enero de 2024.

## Antecedentes
El 3 de enero de 2024, las autoridades turcas arrestaron a 25 presuntos miembros del Estado Islámico en todo el país bajo sospecha de planear ataques contra iglesias y sinagogas. El ataque del 28 de enero fue el primer ataque del grupo contra un objetivo religioso en Turquía, habiendo sido anteriormente responsable de otros ataques, como el tiroteo en un club nocturno de Estambul en 2017 y los atentados con bombas en Ankara en 2015.
La Iglesia de Santa María fue construida en el siglo XIX y se encuentra en el lado europeo del Bósforo en el barrio de Büyükdere del municipio de Sariyer. Está dirigido por una orden de frailes franciscanos de Italia.

## Ataque
El 28 de enero de 2024, alrededor de las 11:40, hora de Turquía (las 7:40, hora central europea), dos hombres armados y enmascarados entraron en la iglesia durante la misa dominical y comenzaron a disparar, matando a una persona e hiriendo a otra. El tiroteo provocó el caos en la iglesia y los atacantes huyeron al instante. El alcalde de Sariyer, Şükrü Genç, dijo que en ese momento había entre 35 y 40 personas dentro de la iglesia, y que los atacantes abandonaron el lugar después de que sus armas se atascaran, tras haber disparado dos tiros. Entre los asistentes al servicio se encontraba el cónsul general polaco, Witold Lesniak, y su familia, que resultaron ilesos.
Según los informes, los atacantes se dirigieron a la iglesia en un coche traído de Polonia el año anterior y que hasta entonces no había sido utilizado. Las imágenes de cámaras de seguridad tomadas antes del ataque mostraron a los pistoleros, uno de los cuales llevaba gafas de sol, pasamontañas negros y ocultaban las manos en los bolsillos. Los presuntos atacantes fueron arrestados por la policía mientras huían de la iglesia. El ministro del Interior, Ali Yerlikaya, confirmó más tarde que los atacantes eran un tayiko y un ruso, ambos miembros del Estado Islámico. El Estado Islámico se atribuyó la responsabilidad del ataque en Telegram, diciendo que formaba parte de la llamada de su líder a matar judíos y cristianos en todas partes.
El gobernador de Estambul, Davut Gül, dijo que la única víctima mortal era un ciudadano turco y que nadie más resultó herido en el ataque. La víctima mortal fue identificada más tarde como un hombre de 52 años llamado Tuncer Cihan, que fue descrito por su sobrino como «un individuo con discapacidad mental que no tenía conexión con la política ni con organizaciones» y que había visitado la iglesia porque alguien lo había invitado allí, antes de que se convirtiera en una «víctima del destino». Sin embargo, otro pariente de Cihan declaró que estaba buscando convertirse al cristianismo pero que aún no había sido bautizado. Un abogado de la iglesia dijo que Cihan pertenecía a la comunidad aleví.

## Secuelas
Se colocaron flores y velas en la iglesia después del ataque, mientras que una bandera turca colgaba sobre su puerta. Los responsables de la iglesia dijeron que las misas se reanudarían el 1 de febrero.

## Reacciones

### Domésticas
La policía cerró las calles que conducen a la iglesia, mientras que las autoridades turcas ordenaron prohibir la cobertura mediática del ataque. El presidente Recep Tayyip Erdoğan llamó por teléfono al cónsul Lesniak y al sacerdote de la iglesia, reverendo Anton Bulai, y les dio el pésame y afirmó que «se están tomando las medidas necesarias para atrapar a los perpetradores lo antes posible».
El ministro del Interior, Ali Yerlikaya, dijo que «nunca toleraremos a quienes intentan perturbar la paz de nuestro país: los terroristas, sus colaboradores, grupos criminales tanto nacionales como internacionales, y aquellos que apuntan a nuestra unidad y solidaridad». Yerlikaya añadió que 47 personas habían sido detenidas tras redadas policiales en 30 lugares como parte de la investigación sobre el tiroteo.
El alcalde de Estambul, Ekrem İmamoğlu, expresó su apoyo a las minorías religiosas de la ciudad y aseguró que «no hay minorías en esta ciudad ni en este país, todos somos ciudadanos reales».

### Internacionales
El Papa Francisco expresó su «cercanía a la comunidad de la Iglesia de Santa María Draperis en Estambul» al final de su oración semanal del Ángelus en la Plaza de San Pedro en la Ciudad del Vaticano.
El ministro italiano de Asuntos Exteriores, Antonio Tajani, expresó su «más pésame y su firme condena» por el atentado, y afirmó que está «seguro de que las autoridades turcas arrestarán a los responsables».